# Maurice Thédié
Maurice Jacques Thédié est un footballeur international français né le 29 janvier 1896 à Puteaux et mort le 2 juillet 1944.

## Biographie

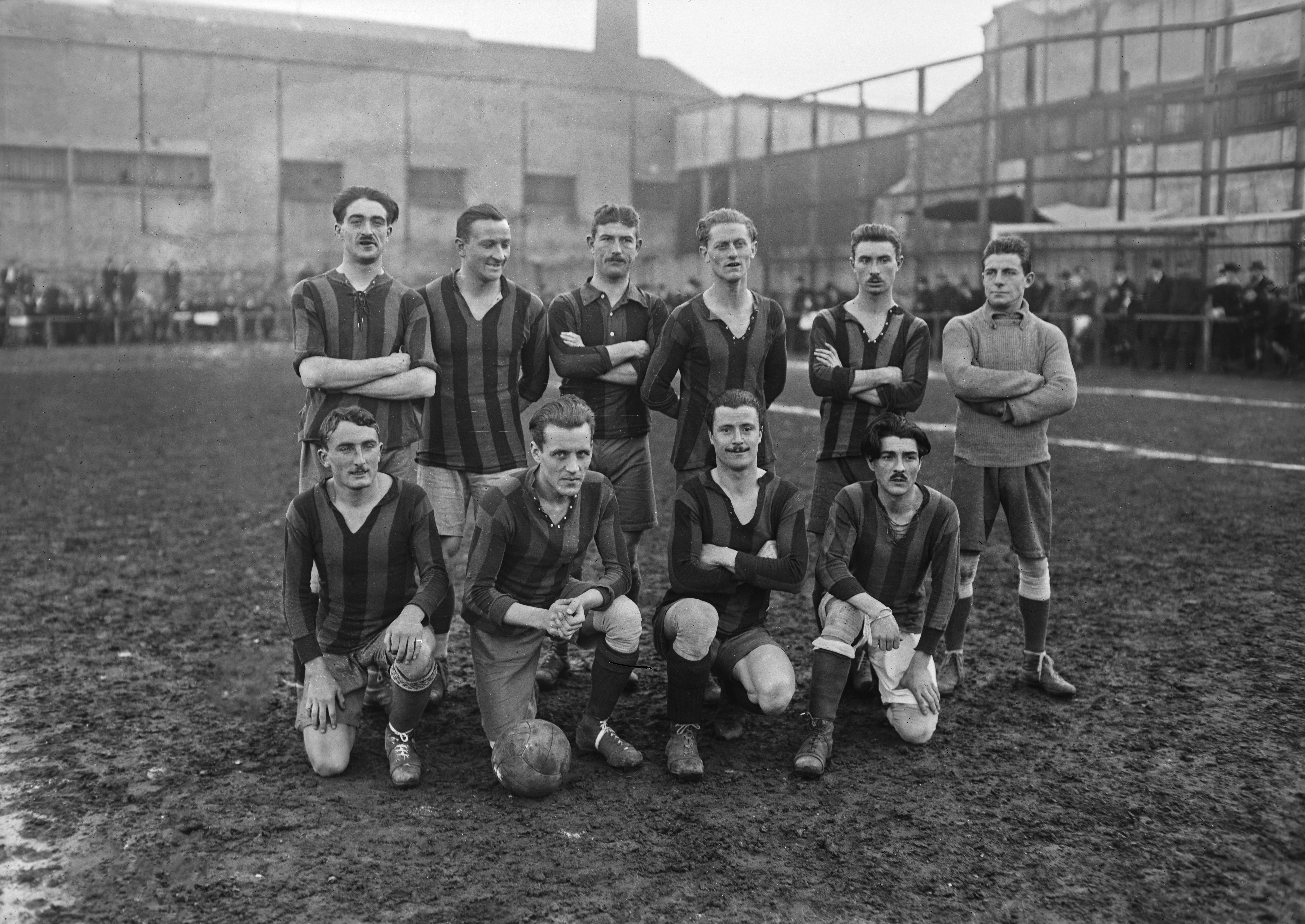
Thédié (à genoux à droite) avec le Red Star en 1920.

Fils de Jacques Thédié et de Marie Joulia, il se marie à Amiens avec Hélène Cuvillard le 2 janvier 1923. Ensemble, ils tiennent un café à Amiens, 39 rue Delambre.
Maurice Thédié joue une fois en équipe de France, en position de demi-aile.

Le 22 mars 1925, à Turin, devant plus de 15 000 spectateurs, l'Italie affronte la France. Elle gagne 7 buts à 0, un score sans appel. 

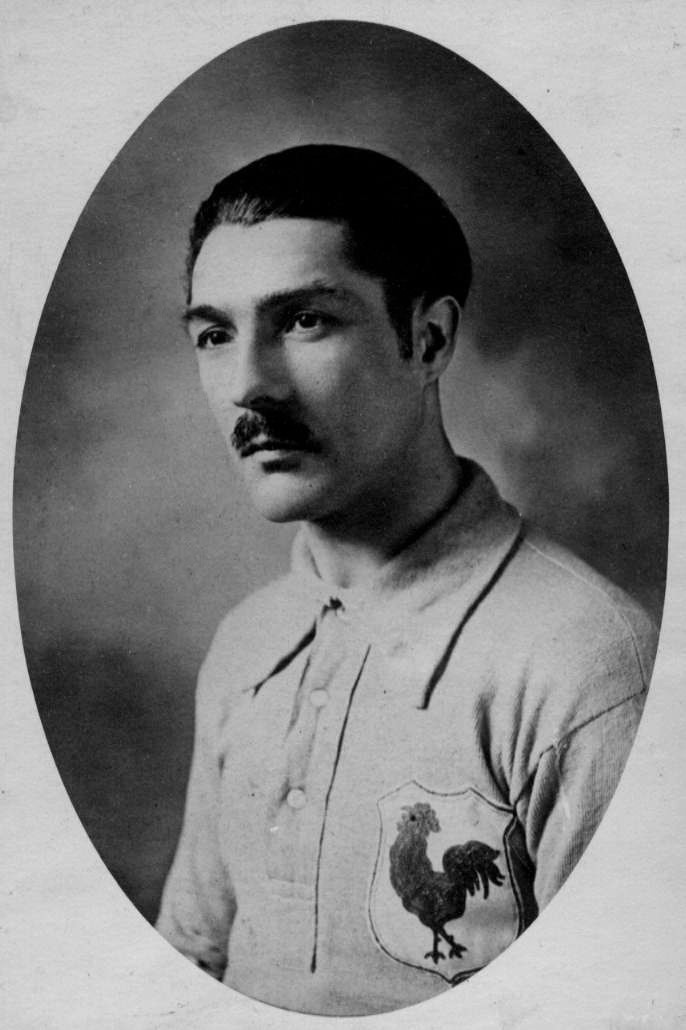
Maurice Thédié en 1924 portant le maillot de l'équipe de France

Peu de temps avant le 19 mars 1925, l'équipe de France (avec Thédié comme titulaire) affronte l'équipe d'Uruguay. Pour la première fois en Europe les Uruguayens ne quittèrent pas le terrain en vainqueurs. L'équipe de France arrache le match nul (0/0) aux champions olympiques de 1924. Ce match n'est pas considéré par la FIFA comme un match international car l'équipe d'Uruguay était principalement constituée des joueurs de Montevideo.
Maurice Thédié joue aussi au Red Star (Saint-Ouen), à Amiens (AAC) et au stade amiénois. Il remporte la Coupe de France de football en 1922 avec le Red Star, et le Championnat du Nord en 1924 avec l'AAC. Toutes compétitions confondues, Maurice Thédié participe à pas moins de 130 matchs. Entre 1932 et 1944, il devient un pongiste réputé en Picardie gagnant même le championnat de Picardie en 1944 contre l'Alfred-club Abbevillois par 5 victoires à 2.
Arrêté par la Gestapo le 19 mai 1944, il est emprisonné à la citadelle d'Amiens puis au camp de Royallieu près de Compiègne. Il écrivit ceci depuis la citadelle d'Amiens dans une lettre adressée  à sa femme: "J’ai été interrogé hier par la Gestapo. L’on m’accusait de choses fausses. J’ai répondu que c’était un mensonge. L’on m’a fait signer ma déposition et maintenant j’attends [...] Bref j’espère qu’ils me libéreront sous peu."  
Il meurt dans le train du 2 juillet 1944 à destination de Dachau.
Actuellement, une rue et un stade portent son nom à Amiens.

## Clubs
- Red Star (Saint-Ouen)
- Amiens (AAC)
- Stade amiénois

## Palmarès
- Coupe de France de football en 1922
- Championnat du Nord en 1924 et 1927